# Mistrzostwa Świata Juniorów w Snowboardzie 2010
Mistrzostwa Świata juniorów w Snowboardzie 2010 – czternaste mistrzostwa świata juniorów w snowboardzie. Odbyły się w dniach 21–31 sierpnia 2010 roku w nowozelandzkim regionie Otago.

## Wyniki

### Mężczyźni
| Konkurencja       | Data        | Złoto           | Srebro              | Brąz              |
| Halfpipe          | 25 sierpnia | Taku Hiraoka    | Nathan Johnstone    | Manuel Pietropoli |
| Gigant równoległy | 27 sierpnia | Edwin Coratti   | Konstantin Szipiłow | Stefan Baumeister |
| Slalom równoległy | 26 sierpnia | Dmitrij Bazanow | Edwin Coratti       | Johann Stefaner   |
| Slopestyle        | 3 sierpnia  | Ståle Sandbech  | Ville Paumola       | Seppe Smits       |
| Snowcross         | 22 sierpnia | Nikołaj Olunin  | Roger Carver        | Alex Tuttle       |
| Big air           | 31 sierpnia | Petja Piiroinen | Seppe Smits         | Ville Paumola     |

### Kobiety
| Konkurencja       | Data        | Złoto             | Srebro           | Brąz                       |
| Halfpipe          | 25 sierpnia | Cilka Sadar       | Rebecca Sinclair | Haruna Matsumoto           |
| Gigant równoległy | 27 sierpnia | Annamari Czundak  | Julie Zogg       | Ina Meschik                |
| Slalom równoległy | 26 sierpnia | Sabine Schöffmann | Julie Zogg       | Jekatierina Chatomczenkowa |
| Slopestyle        | 21 sierpnia | Enni Rukajärvi    | Urška Pribošič   | Samm Denena                |
| Snowcross         | 22 sierpnia | Eva Samková       | Faye Gulini      | Émilie Aubry               |
| Big air           | 31 sierpnia | Enni Rukajärvi    | Urška Pribošič   | Klaudia Medlová            |

## Tabela medalowa
| Lp. | Państwo           | złoto | srebro | brąz | Suma |
| --- | ----------------- | ----- | ------ | ---- | ---- |
| 1   | Finlandia         | 3     | 1      | 1    | 5    |
| 2   | Rosja             | 2     | 1      | 1    | 4    |
| 3   | Słowenia          | 1     | 2      | 0    | 3    |
| 4   | Włochy            | 1     | 1      | 1    | 3    |
| 5   | Austria           | 1     | 0      | 2    | 3    |
| 6   | Japonia           | 1     | 0      | 1    | 2    |
| 7   | Czechy            | 1     | 0      | 0    | 1    |
| 7   | Norwegia          | 1     | 0      | 0    | 1    |
| 7   | Ukraina           | 1     | 0      | 0    | 1    |
| 10  | Stany Zjednoczone | 0     | 2      | 1    | 3    |
| 10  | Szwajcaria        | 0     | 2      | 1    | 3    |
| 12  | Belgia            | 0     | 1      | 1    | 2    |
| 13  | Australia         | 0     | 1      | 0    | 1    |
| 13  | Nowa Zelandia     | 0     | 1      | 0    | 1    |
| 15  | Kanada            | 0     | 0      | 1    | 1    |
| 15  | Niemcy            | 0     | 0      | 1    | 1    |
| 15  | Słowacja          | 0     | 0      | 1    | 1    |